# Antu (dea)
Antu (o Antum), nella mitologia Sumera e Accadica era moglie e sorellastra di Anu, madre di Enlil.
Era la prima consorte di Anu, e la coppia erano i genitori degli Anunnaki e degli Utukki. Antu era una caratteristica dominante del festival akit babilonese fino al 200 aC, la sua successiva preminenza probabilmente attribuibile all'identificazione con la dea greca Hera. Antu è stata sostituita come consorte da Ishtar/Inanna, che potrebbe anche essere una figlia di Anu e Antu.
È molto simile alla dea Anat (dea madre cananea)
Di lei si parla in un racconto della visita della coppia di dei a Nippur, il cui calendario ha come primo giorno proprio questa data (3760 a.C.).
In alcuni dei più vecchi testi sumeri è chiamata Ki e raffigura il prototipo della Madre terra.
"Quando Ishtar udì queste parole,

Ishtar divenne furiosa e salì al cielo.

Ishtar salì su e al cospetto di suo padre An cominciò a piangere,

le sue lacrime scorrevano al cospetto di sua madre Antu"
da: Epopea di Gilgamesh, Tav. VI - vv: 80-84